# 五ヶ谷インターチェンジ
五ヶ谷インターチェンジ（ごかだにインターチェンジ）は、奈良県奈良市米谷町にある名阪国道のインターチェンジである。
天理東ICから来た場合は米谷橋を渡り終えたところ、高峰SAからは中畑橋を渡り終えたところにあり、名阪国道の中でも有名なΩカーブの途中に位置する。
バス停留所（国道五ヶ谷バスストップ）を併設している。

## 道路
- E25 名阪国道（27番）

## 接続道路
- 奈良県道187号福住上三橋線

## 国道五ヶ谷バスストップ

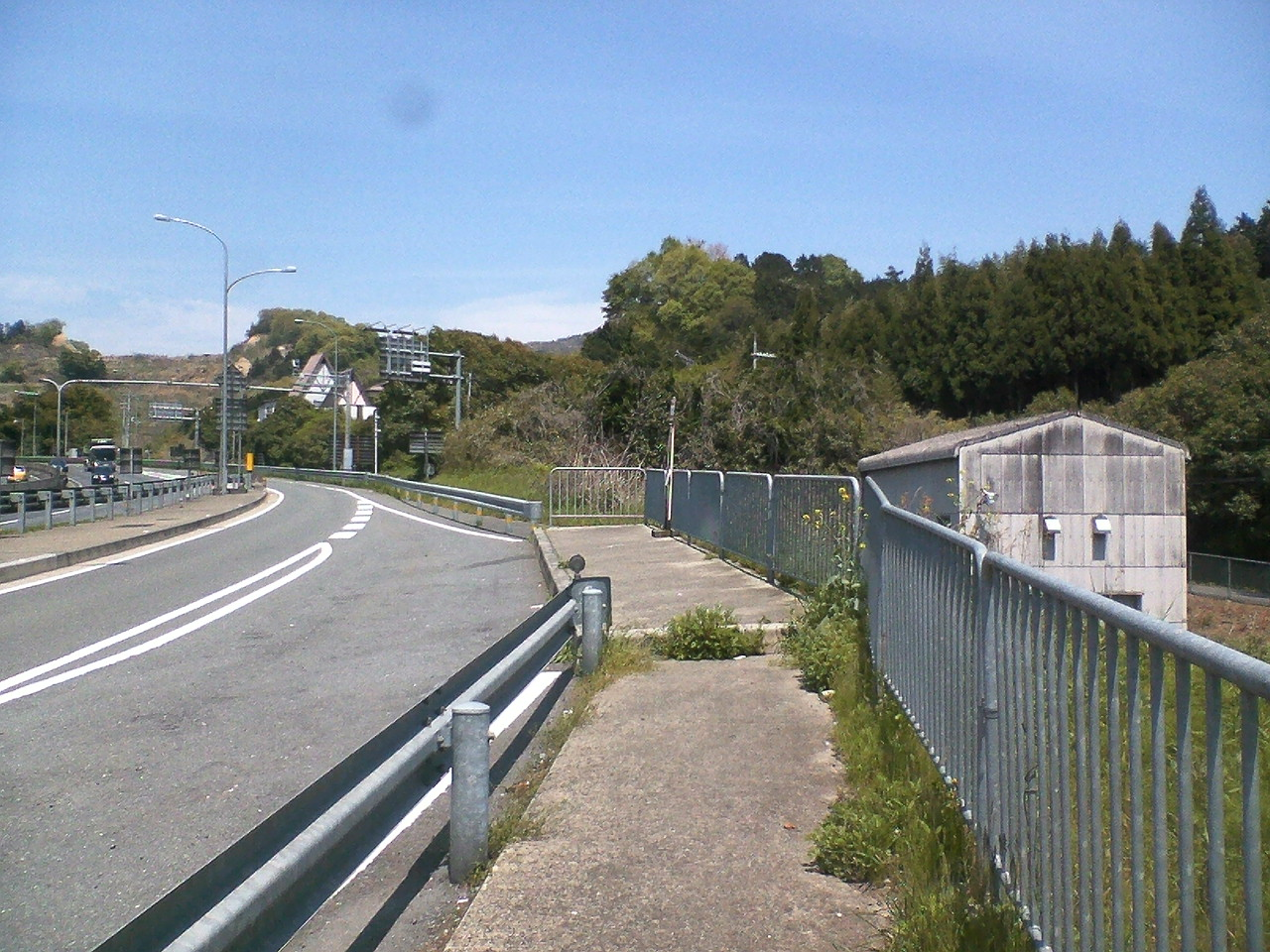
国道五ヶ谷バスストップ（天理方向）

五ヶ谷インターチェンジに併設されているバス停留所。自動車専用道路ではあるが、高速バス以外の一般路線バスも運行されている。

### 停車するバス
奈良交通
- 18系統 - 天理駅 行、針インター 行
- 21系統 - 天理駅 行、山辺高校 行

### 隣のBS
- 名阪国道

国道福住BS - 国道五ヶ谷BS - 国道岩屋BS

### 米谷町バス停
五ヶ谷インターチェンジの天理・大阪（松原ジャンクション）方面出入口付近にあるバス停留所で、「まいたにちょう」と読む。国道五ヶ谷バスストップの天理駅方面のりばと当バス停付近にある横断歩道との間には連絡通路が設けられている。
奈良市コミュニティバス（高樋線代替バス）
- 米谷町集会所前 行、南福祉センター 行

## 周辺
- ファイブバレイサーキット
- 瑠璃光山 寿福寺 中之坊・上之坊

## 隣
E25 名阪国道
(26) 福住IC - 高峰SA（天理方面のみ） - (27) 五ヶ谷IC - (28) 天理東IC